# Leopold Grundwald
Leopold Grundwald (ur. 28 października 1891, zm. 9 kwietnia 1969) – austriacki piłkarz występujący na pozycji napastnika, olimpijczyk ze Sztokholmu 1912.

## Kariera
Przez cały okres kariery klubowej był związany z drużyną Rapidu Wiedeń. W latach 1907–1910 był zawodnikiem młodzieżowej drużyny klubu. Od 1910 do 1922 roku występował w pierwszej drużynie. W 112 występach zdobył 49 goli. W 1912 był członkiem drużyny, która wystąpiła na Letnich Igrzyskach Olimpijskich w Sztokholmie. Wystąpił w spotkaniach strzelając 3 gole.